# On refait le match (Christophe Pacaud)
Pour les articles homonymes, voir On refait le match.

On refait le match était une émission de radio sur RTL présentée par Christophe Pacaud du mardi au jeudi entre 20 heures et 22 heures. 

## Historique
Cette émission a été créée en 2001, sous le nom de Radio Foot et depuis 2005, elle porte le nom de RTL Foot. L'émission a lieu du mardi au jeudi entre 20 heures et 22 heures puis jusqu'à 23 heures (depuis 2005). En septembre 2008, l'émission change une nouvelle de nom pour devenir On refait le match.
Le vendredi est le jour d'On joue le match, l'émission consacrée aux paris sportifs avec Lionel Rosso.
Pour la coupe du monde 2006 avec Gérard Houllier et l'Euro 2008 avec Bixente Lizarazu l'émission se prolonge jusqu'à minuit. Lors de la coupe du monde 2010 on retrouve le Club Liza avec Bixente Lizarazu de 20 h à 21 h, Le journal de la Coupe du monde de 21 h à 22 h 30 avec Pierre Ménès, On refait le match avec Eugène Saccomano de 22 h 30 à 23 h et On joue le match avec Lionel Rosso de 23 h à 0 h.
En 2011, On refait le match est écourtée d'une heure avec la création d'On refait le sport.
Pendant la coupe du monde de football de 2014, Christophe Pacaud et Cyprien Cini animent On refait le mondial tous les soirs de 20 h à minuit (prolongation jusqu'à 1 h en fonction des matchs).
Après le mondial, le directeur de l'information de RTL Jacques Esnous décide d'arrêter les émissions sports du lundi au jeudi soir.

## Principe
Cette émission consiste à revisiter toute l'actualité du football. Avec ses invités et auditeurs, il lance les débats qui agitent le milieu du ballon rond. 

## La bande à Pacaud
La bande à Pacaud est l'équipe de chroniqueurs.
- Rémy N'Gono
- Michel Hidalgo
- Jean-Claude Plessis
- Marinette Pichon
- Bernard Lions
- Jean-Marc Laborderie
- Philippe Doucet
- Alain Sars
- Vincent Guérin
- Cyprien Cini

## L'équipe d'On joue le match
Avec Lionel Rosso
- Bernard Diomède, consultant football
- Philippe Doucet, statisticien
- Alain Sars, consultant arbitre
- Louis Bodin, spécialiste météo
- Christophe Dominici, consultant rugby
- Richard Dacoury, consultant basket-ball
- Jackson Richardson, consultant handball

## Rubriques
- SportFlash : Chaque début d'heure un journal sur l'actualité du sport présenté par Carole Coatsaliou.
- Expresso : Chaque quart d'heure l'actualité du sport.
- Les SMS et les commentaires du blog : Les messages des internautes lus par Nicolas Baudens.
- Le Grand Buzz : A 22 h 0, l'actualité décalée du football.
- Le joueur du mois : Un jeudi, les rédactions de RTL, l’UNFP et L’Equipe sélectionnent les 3 joueurs qui, selon eux, méritent le trophée du meilleur joueur de Ligue 1 du mois passé.